# Gregori Destorrents
Gregori Destorrents (Dez Torrents), documentat a la primera meitat del segle xiv, pare de Ramon Destorrents, fou un miniaturista que consta com l'il·luminador de llibres del rei Pere el Cerimoniós.
Sabem que cobrà 400 sous per les tasques realitzades en una Bíblia per al rei Pere el Cerimoniós. Així mateix participà en l'elaboració del Breviari d'amor conservat a la Biblioteca Nacional de Madrid. D'altra banda resta documentat que Ramon Destorrents, el seu fill, finalitzà el 1360 les tasques d'il·luminació de dos llibres que li foren encarregades per la vídua de Ramon Valls.